# Charles V. Monin
Charles V. Monin (fl. XIX secolo) è stato un cartografo e editore francese.
Nei suoi laboratori di Parigi e Caen, fra il 1830 ed il 1880 sono stati prodotti tre atlanti importanti e diverse opere indipendenti. Monin è stato membro della Société de Géographie di Parigi, ed ha lavorato anche con altri editori di mappe Francesi fra cui Vuillemin e Fremin.
Grande innovatore, fu uno dei primi cartografi in Europa ad avvantaggiarsi del processo di stampa appena scoperto: "l'incisione litografica". 
Riuscì a produrre un grande quantitativo di stampe, usando piastre in acciaio al posto del rame la cui durata a causa della sua duttilità era relativamente ridotta. Il rame era comunemente utilizzato per la realizzazione di stampe fin dal XVI secolo.
Fra le sue pubblicazioni ci sono: "Il Piccolo Atlante Nazionale dei dipartimenti della Francia e delle sue colonie" del 1835; "L'Atlante universale di Geografia Antica, Medievale e Moderna" del 1938; il "Mappamondo" del 1875.

## Atlas Classique de la Geographia ancienne, du moyen age et moderne
Pubblicato nel 1838 a Parigi dalla Librerie Classique de Perisse Freres.
|  |  |  |  |